# Edson de Castro
Edson de Castro (?, 1938. szeptember 14. – ?, 2024. szeptember 6.) amerikai számítástechnikus és üzletember.

## Munkássága
Leginkább a Data General cég alapítójaként és a Data General Nova számítógépsorozat tervezőjeként ismert. A Nova nagy hatással volt az 1973-as Xerox Alto és az 1976-os Apple I gépekre, felépítés és szerkezet tekintetében, de több más 70-es évekbeli mikro- és minigépre is.
De Castro volt a Data General Corporation cég egyik alapítója és vezérigazgatója az 1970-es évektől kezdve egészen az 1990-es évekig, amikor is tisztségében felváltotta Ronald L. Skates, a Price Waterhouse Coopers volt partnere. Ezt megelőzően ő volt a PDP-8 miniszámítógépek fejlesztéséért felelős projektvezető a Digital Equipment Corporation (DEC) cégnél, a DEC elhagyása előtt (a Data General céget a DEC-ből kivált mérnökök alapították).

## Fordítás
- Ez a szócikk részben vagy egészben  az   Edson_de_Castro című angol Wikipédia-szócikk ezen változatának fordításán alapul.  Az eredeti cikk szerkesztőit annak laptörténete sorolja fel. Ez a jelzés csupán a megfogalmazás eredetét és a szerzői jogokat jelzi, nem szolgál a cikkben szereplő információk forrásmegjelöléseként.